# Raduschny (Chanten und Mansen)
Raduschny (russisch Радужный) ist eine Stadt in Westsibirien, im Autonomen Kreis der Chanten und Mansen/Jugra (Russland) mit 43.399 Einwohnern (Stand 14. Oktober 2010).

## Geographie
Die Stadt liegt nördlich des Ob im Westsibirischen Tiefland, etwa 140 km nordöstlich von Nischnewartowsk am Fluss Agan. Das Klima ist kontinental.
Raduschny bildet einen eigenständigen Stadtkreis, der vom Territorium des Rajons Nischnewartowsk umschlossen ist.
Die Stadt ist über eine Straße mit Nischnewartowsk verbunden und besitzt einen Flughafen.

## Geschichte
Radushny entstand 1973 als Geologen- und Erdölarbeitersiedlung im Zusammenhang mit der Erschließung des Warjegan-Erdölfeldes (Варьеганское месторождение) und anderer Lagerstätten in der Umgebung. 1985 erhielt der Ort Stadtrecht. Der Name ist vom russischen Wort raduga (радуга) für Regenbogen abgeleitet.

### Bevölkerungsentwicklung
| Jahr | Einwohner |
| ---- | --------- |
| 1989 | 43.726    |
| 2002 | 47.060    |
| 2010 | 43.399    |

Anmerkung: Volkszählungsdaten

## Kultur und Sehenswürdigkeiten
Seit 2000 gibt es in Raduschny ein kleines Heimatmuseum unter der Bezeichnung Ökologisch-ethnographisches Museum. Das Museum ist hauptsächlich der Kultur der Chanten und Nenzen, der indigenen Bevölkerung der Gegend, gewidmet.

## Wirtschaft
Raduschny ist ein Zentrum der Erdölförderung. Hier sind u. a. die Firmen Warjeganneftegas (Варьеганнефтегаз), Warjeganneft (Варьеганнефть) und Negusneft (Негуснефть) ansässig.

## Söhne und Töchter der Stadt
- Andrei Jewsjukow (* 1986), Bogenbiathlet
- Alexei Wolkow (* 1988), Biathlet